# Josef Šural
Josef Šural (ur. 30 maja 1990 w Hustopečach, zm. 29 kwietnia 2019 w Alanyi) – czeski piłkarz, który grał na pozycji napastnika. W latach 2013–2018 reprezentant Czech. Uczestnik Mistrzostw Europy 2016.
W swojej karierze występował w takich klubach jak: Sparta Praga, Slovan Liverec, Alanyaspor i Zbrojovka Brno.

## Kariera klubowa
Swoją karierę piłkarską Šural rozpoczął w klubie Šakvice. Następnie w 1996 podjął treningi w 1. FC Brno. W 2008 awansował do kadry pierwszej drużyny. 14 września 2008 zadebiutował w pierwszej lidze czeskiej w przegranym 0:2 domowym meczu ze Spartą Praga. W zespole z Brna grał do końca sezonu 2010/2011.
W 2011 Šural został zawodnikiem Slovana Liberec. W Slovanie swój debiut zanotował 30 lipca 2011 w zremisowanym 2:2 wyjazdowym meczu z Viktorią Pilzno. W sezonie 2011/2012 wywalczył ze Slovanem tytuł mistrza Czech. W sezonie 2014/2015 zdobył z nim Puchar Czech.
16 stycznia 2016 Šural przeszedł do Sparty Praga. 12 stycznia 2019 podpisał kontrakt z tureckim klubem Alanyaspor.

## Śmierć
29 kwietnia 2019 roku zginął śmiercią tragiczną w wypadku busa, wracając wraz z kilkoma innymi piłkarzami z meczu ligowego. Powodem wypadku było zaśnięcie kierowcy. Był jedyną ofiarą tego wypadku.

## Statystyki
| Sezon   | Klub           | Kraj   | Rozgrywki      | Mecze | Bramki |
| ------- | -------------- | ------ | -------------- | ----- | ------ |
| 2008/09 | 1. FC Brno     | Czechy | Gambrinus Liga | 18    | 2      |
| 2009/10 | 1. FC Brno     | Czechy | Gambrinus Liga | 19    | 0      |
| 2010/11 | 1. FC Brno     | Czechy | Gambrinus Liga | 0     | 0      |
| 2011/12 | Slovan Liberec | Czechy | Gambrinus Liga | 28    | 3      |
| 2012/13 | Slovan Liberec | Czechy | Gambrinus Liga | 25    | 7      |
| 2013/14 | Slovan Liberec | Czechy | Gambrinus Liga | 20    | 3      |
| 2014/15 | Slovan Liberec | Czechy | Gambrinus Liga | 25    | 12     |
| 2015/16 | Slovan Liberec | Czechy | Gambrinus Liga | 15    | 5      |
| 2015/16 | Sparta Praga   | Czechy | Gambrinus Liga | 8     | 2      |
| 2016/17 | Sparta Praga   | Czechy | Gambrinus Liga | 21    | 6      |
| 2017/18 | Sparta Praga   | Czechy | Gambrinus Liga | 23    | 9      |
| 2018/19 | Sparta Praga   | Czechy | Gambrinus Liga | 15    | 3      |
| 2018/19 | Alanyaspor     | Turcja | Süper Lig      | 9     | 1      |

## Kariera reprezentacyjna
W swojej karierze Šural grał w młodzieżowych reprezentacjach Czech. W dorosłej reprezentacji Šural zadebiutował 15 listopada 2013 w wygranym 2:0 towarzyskim meczu z Kanadą, rozegranym w Ołomuńcu.